# Erich Leibenguth
Erich Leibenguth (31 de març de 1917 - 2 de juny de 2005) va ser un futbolista alemany que va jugar internacionalment amb la Selecció del Sarre com a davanter. Tot i haver-hi jugat només cinc partits, va ser el tercer golejador del Sarre amb cinc gols.

## Palmarès
Allenstein
- Gauliga Ostpreußen (1): 1939

Neunkirchen
- Ehrenliga Saarland (1): 1949